# Шнорр фон Карольсфельд, Людвиг Фердинанд
Людвиг Фердинанд Шнорр фон Карольсфельд (нем. Ludwig Ferdinand Schnorr von Carolsfeld; 11 октября 1788, Кёнигсберг, Пруссия, —13 апреля 1853, Вена, Австрия) — немецкий живописец, рисовальщик, гравёр, мастер офорта, и литограф периода немецкого романтизма.

## Жизнь и творчество
Людвиг Фердинанд Шнорр фон Карольсфельд был сыном и учеником художника Иоганна Фейта Шнорр фон Карольсфельда, старшим братом художника Юлиуса Шнорр фон Карольсфельда (1794—1872); его племянником был оперный певец Людвиг Шнорр фон Карольсфельд (1836—1865).
В 1804 году Людвиг Фердинанд поступил в Императорскую Академию изобразительных искусств в Вене, в класс Генриха Фридриха Фюгера, с которым его отец познакомился в 1801 году. Он присоединился к группе студентов академии, во главе которой стоял Фридрих Овербек, один из создателей Союза святого Луки, или общества назарейцев.
Молодые художники искали новые пути вдали от строго формальных правил, идей и тем академического искусства. Однако, в отличие от Овербека и других, Шнорр фон Карольсфельд избежал окончательного разрыва с академией и не покинул её, оставшись жить и работать в Вене. В своём творчестве он нашёл поддержку у Альберта, герцога Саксен-Тешенского. Также близкие, дружеские отношения связывали живописца с романтиками-католиками Фридрихом фон Шлегелем и Цахариасом Вернером.
Около 1808 года художник входил в круг друзей музыкантши Терезы Мальфатти и её семьи, рисовал портреты Людвига ван Бетховена и его друга Игнаца фон Гляйхенштейна.
23 сентября 1812 года он женился в Вене на Каролине фон Янквиц, уроженке Силезии. В 1818 году кандидатура Шнорр фон Карольсфельда на должность директора Венской академии искусств была отклонена из-за сопротивления со стороны принца, будущего канцлера Меттерниха, куратора академии, который с подозрением относился к живописцу из-за его творческой и личной близости с мятежными художниками. Однако он получил работу у эрцгерцога Иоганна Австрийского, для которого оформил поместье Брандхоф. В 1821 году его учеником в Академии стал Мориц фон Швинд. В том же году он обратился из лютеранства в римско-католическую веру.
Шнорр фон Карольсфельд совершил ознакомительные поездки в южную Германию, Швейцарию и Францию (1834), а также в северную Германию (1837). При поддержке эрцгерцога он познакомился с членами императорской семьи и стал получать выгодные заказы. В 1835 году, благодаря заступничеству эрцгерцога он стал членом Венской академии искусств. С 1841 года был хранителем Картинной галереи во дворце Бельведер.
В первые годы своего творчества Шнорр фон Карольсфельд писал в основном картины религиозного содержания. Начиная с 1820 года в его творчестве заняли значительное место пейзажи, картины на исторические сюжеты и портреты, в том числе и представителей императорской семьи.
Художник скончался в возрасте шестидесяти четырёх лет в 1853 году Вене. Захоронен в Вене в могильной роще парка Фаворитнер Вальдмюллер (Favoritner Waldmüllerparks).
В 1937 году улица Шнорргассе в Вене-Флоридсдорфе (21-й округ) была названа в честь него и его брата Юлиуса Шнорр фон Карольсфельда.

## Галерея

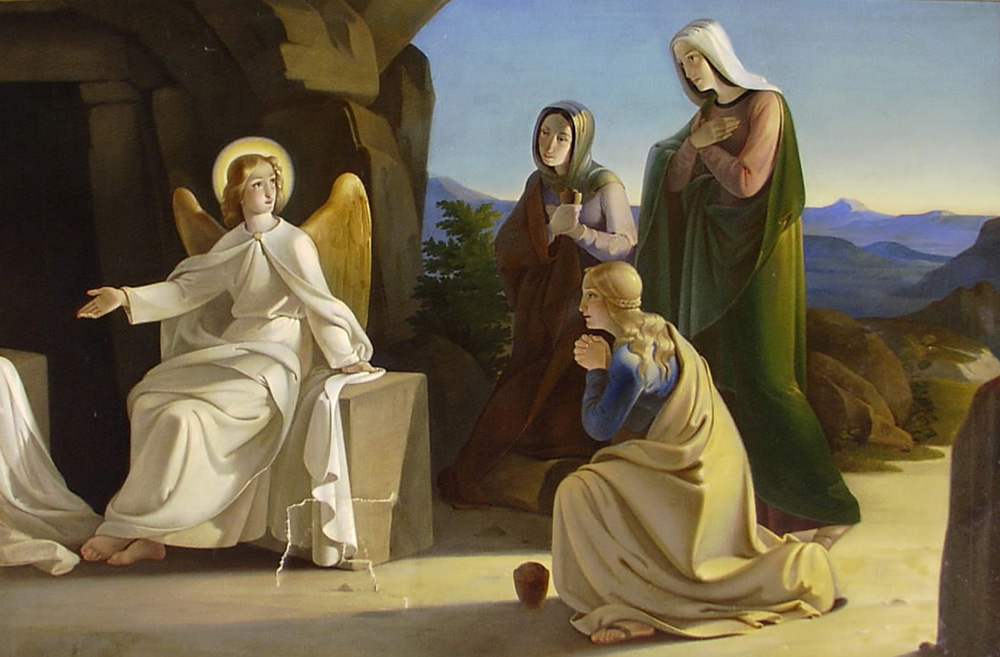
Три Марии у гробницы Христа. Ок. 1835. Холст, масло. Коллекция Джорджтаунского университета, Вашингтон
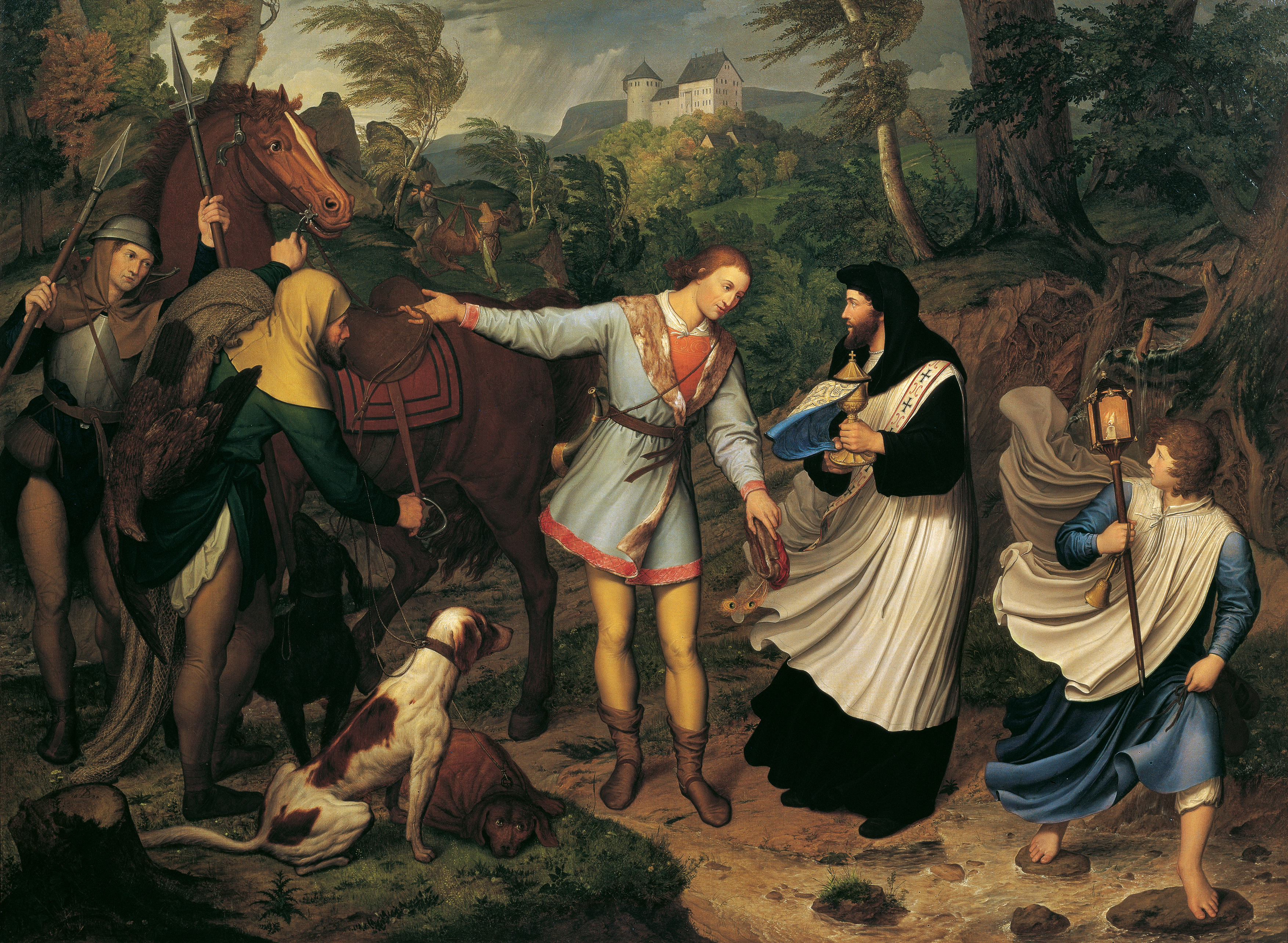
Рудольф фон Габсбург и священник. 1828. Холст, масло. Галерея Бельведер, Вена
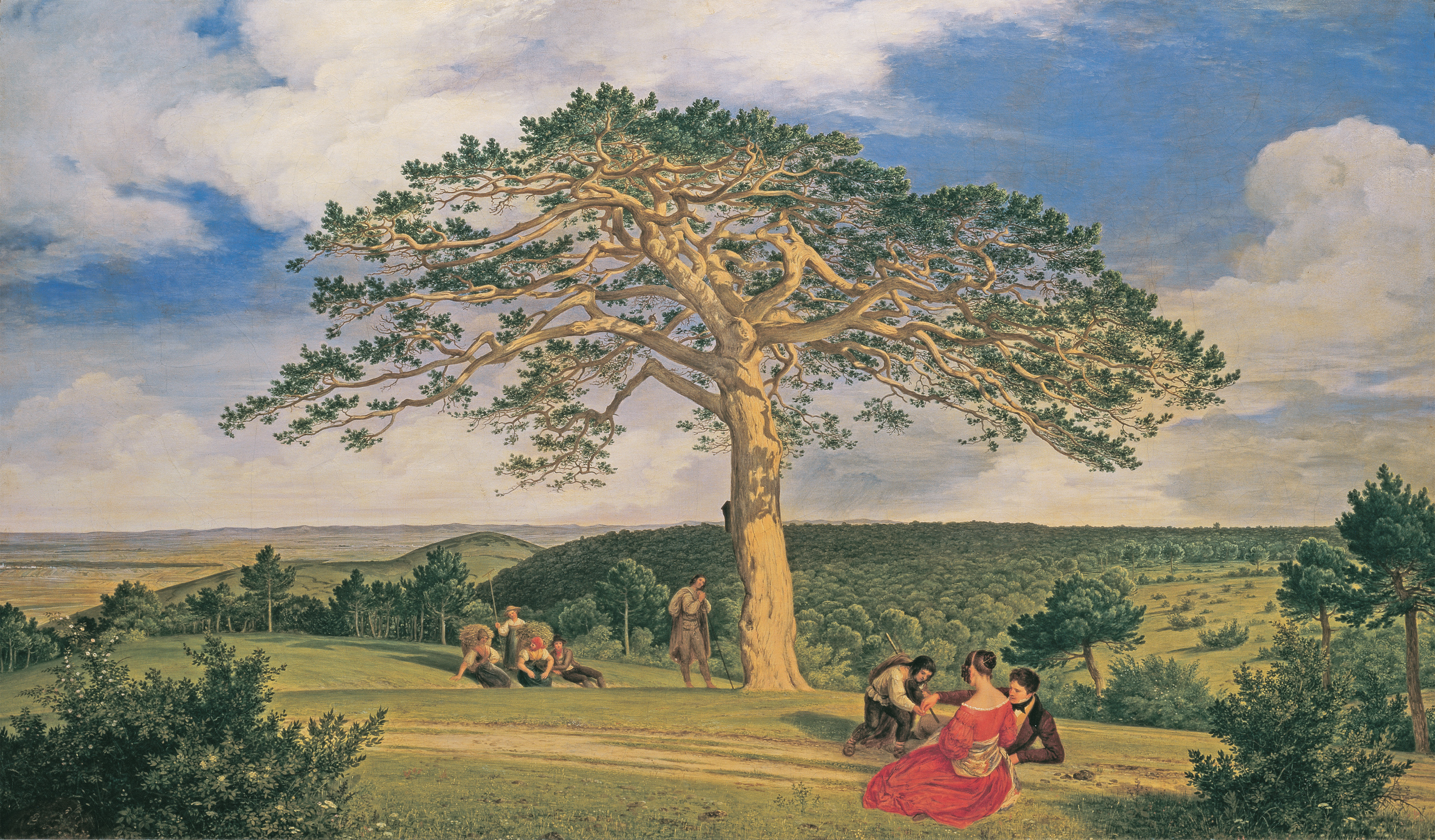
Просторный Фёр рядом с Брюлем возле Мёдлинга. 1838. Холст, масло. Галерея Бельведер, Вена
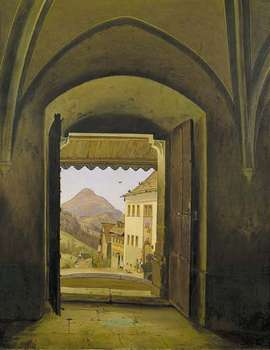
Вид из церкви в Аннаберге на гору Эчер. 1842. Холст, масло. Музей фон дер Хейдта, Вупперталь
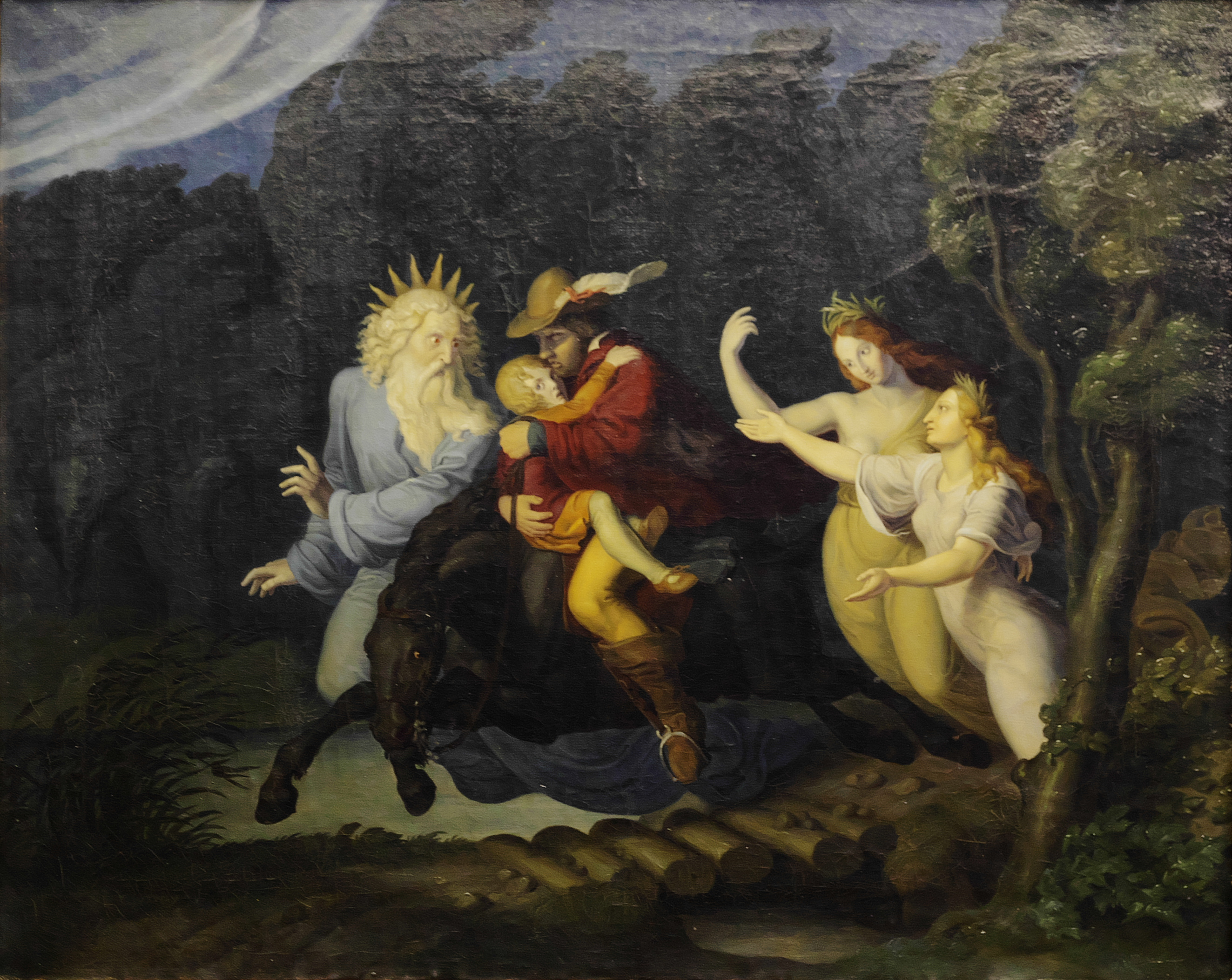
Эрлкёниг. Между 1830 и 1835. Холст, масло. Баварские государственные собрания картин, Мюнхен